# Хоростківський палац
Хоростківський палац — історична будівля в місті Хоросткові Хоростківської громади Чортківського району Тернопільської области. Комплекс маєтку є пам'яткою архітектури місцевого значення.

## Історія
Побудований в стилі класицизму наприкінці XVIII ст. за проєктом Юзефа Каласантія Левицького.

## Опис
Автори Географічного словника Королівства Польського згадують про розкішний палац з великим садом. Одноповерховий палац, вкритий двосхилим дахом. Спереду двоповерховий портик з шістьма доричними колонами, що підтримують трикутний фронтон.
Нині він не використовується, але, за словами Гжегожа Ронковського, перебуває в доброму стані. Після Другої світової війни тут були офіси і музей. Збереглися в'їзна брама і парк.
Поруч зі старим палацом розташований так званий «новий палац» — перебудований наприкінці XIX ст. флігель у стилі французького необароко, в якому зараз діє музична школа та бібліотека. До палацового комплексу також входить необарокова будівля стайні та класична школа верхової їзди.